# 夏の夜のサンバ
「夏の夜のサンバ」（なつのよのさんば）は、1972年6月25日に発売された和田アキ子の12枚目のシングル。

## 解説
- 前作「あの鐘を鳴らすのはあなた」に続き、阿久悠と森田公一のコンビによる楽曲。

## 収録曲
（全作詞：阿久悠／作曲：森田公一）
1. 夏の夜のサンバ [2:26]
編曲：森田公一
2. チャンスは三度 [2:10]
編曲：アワノケイイチ